# Anoecia equiseti
Anoecia equiseti är en insektsart som beskrevs av Halbert 1991. Anoecia equiseti ingår i släktet Anoecia och familjen långrörsbladlöss. Inga underarter finns listade i Catalogue of Life.